# サンテーレナ
サンテーレナ（伊: Sant'Elena）は、イタリア共和国ヴェネト州パドヴァ県にある、人口約2,500人の基礎自治体（コムーネ）。

## 地理

### 位置・広がり

#### 隣接コムーネ
隣接するコムーネは以下の通り。
- エステ
- グランツェ
- モンセーリチェ
- ソレジーノ
- ヴィッラ・エステンセ

### 気候分類・地震分類
サンテーレナにおけるイタリアの気候分類 (it) および度日は、zona E, 2466 GGである。
また、イタリアの地震リスク階級 (it) では、zona 3 (sismicità bassa) に分類される。